# Christiane Rousseau (Mathematikerin)
Christiane Rousseau (* 30. März 1954 in Versailles) ist eine kanadische Mathematikerin und Hochschullehrerin an der Universität Montreal.
Christiane Rousseau wurde 1977 an der Universität Montreal bei Dana Schlomiuk promoviert (Topos theory and complex analysis). Als Post-Doktorandin war sie an der McGill University. Seit 1979 lehrt sie an der Universität Montreal, seit 1991 mit einer vollen Professur.
Rousseau befasst sich überwiegend mit Differentialgleichungen und Dynamischen Systemen, aber auch zum Beispiel mit Lie-Algebren, mit Anwendungen in GUTs. Unter anderem befasste sie sich mit Singularitäten von Differentialgleichungen (speziell geometrische Obstruktionen bei der Transformation auf Normalform bei Singularitäten), Bifurkationen (Verhalten nahe Singularitäten im Parameterraum), Hilberts 16. Problem (in dessen Teil zu Differentialgleichungen) und Analyse von in der mathematischen Biologie wichtiger Differentialgleichungen, wie der Lotka-Volterra-Gleichung. Sie wirkt aktiv in der Popularisierung von Mathematik unter Einbeziehung zum Beispiel von Schulen.
Von 2002 bis 2004 war Rousseau Präsidentin der kanadischen mathematischen Gesellschaft. Von 2011 bis 2014 war sie Vizepräsidentin der International Mathematical Union. Sie war 2008/2009 Direktorin des Centre de Recherches Mathématiques. Sie initiierte die Initiative Mathematics on Planet Earth 2013 (MPE 2013), die von der UNESCO unterstützt wurde.
2014 erhielt sie den George Pólya Award. Sie ist Fellow der American Mathematical Society.
Rousseau ist verheiratet und hat ein Kind.

## Schriften
- mit Yvan Saint-Aubin: Mathematik und Technologie, Springer 2012